# Internet Research Task Force
Internet Research Task Force (IRTF) – organizacja skupiająca się nad długoterminowymi problemami związanymi z Internetem, podczas gdy Internet Engineering Task Force (IETF), skupia się na perspektywie krótkoterminowych zagadnień inżynierii i standardów tworzenia.
Internet Research Task Force (IRTF) promuje badania, które mają znaczenie dla ewolucji Internetu poprzez tworzenie grup badawczych skoncentrowanej, długotrwale pracującej na tematy związane z protokołami internetowymi, aplikacjami, architekturą i technologią.

## Organizacja
IRTF składa się z szeregu małych, długoterminowych i połączonych grup, które działają ze sobą w ramach współpracy naukowej oraz w celu rozwiązywania problemów badawczych. Udział jest przez poszczególnych współpracowników, zamiast przez przedstawicieli organizacji. Listę obecnych grup można znaleźć stronie głównej IRTF.

## Działania
IRTF jest zarządzana przez przewodniczącego IRTF w porozumieniu z Internet Research Steering Group (IRSG). Członkami IRSG jest przewodniczący IRTF, przewodniczący różnych grup badawczych  oraz inne osoby (nie pełniące funkcji wykonawczej) ze społeczności badawczej wybrane przez przewodniczącego IRTF. Przewodniczący IRTF jest powoływany przez Internet Architecture Board (IAB) na okres dwóch lat. Osoby które przewodniczyły IRTF:
- David D. Clark, 1989–1992
- Jon Postel, 1992–1995
- Abel Weinrib, 1995–1999
- Erik Huizer, 1999–2001
- Vern Paxson, 2001–2005
- Aaron Falk, 2005–2011
- Lars Eggert, 2011–2017
- Allison Mankin, 2017–2019
- Colin Perkins, 2019–obecnie

Przewodniczący IRTF jest odpowiedzialny za zapewnienie, żeby grupy badawcze działały spójnie, skoordynowanie, spójnie architektonicznie i terminowo wychodziły z wkładem do ogólnego rozwoju Internetu. Oprócz szczególnych zadań związanych z grupami badawczymi przedstawionymi powyżej, przewodniczący IRTF może od czasu do czasu zorganizować warsztaty na których są omawiane tematy związane z rozwojem Internetu i priorytety badawcze z perspektywy Internetu.
RFC publikuje dokumenty z IRTF i jego grup badawczych w  IRTF stream. Szczegółowe wytyczne i procedury grupy badawcze IRTF są opisane w dokumencie RFC 2014 ↓. Procedury publikowania dokumentów w strumieniu IRTF RFC są zdefiniowane w dokumencie RFC 5743 ↓. Koncepcja RFC strumieni jest zdefiniowany w dokumencie RFC 4844 ↓.